# Паньків Володимир Михайлович
Володимир Михайлович Паньків (нар. 13 серпня 1896, Кам'янка-Бузька — пом. 5 червня 1980) — український радянський мистецтвознавець і художній критик; член Спілки художників України.

## Біографія
Народився 13 серпня 1896 року у місті Кам'янці-Бузькій (тепер Львівська область, Україна). Закінчив гімназію у Станіславі та торговельну академію у Відні. 1918 року був вояком у складі Січових стрільців. У 1919—1920 роках перебував при посольстві Української Народної Республіки в Копенгагені.
З 1923 по 1925 рік працював молодшим бухгалтером у Лодзі, а 1925 року переїхав до Львова, працював на фабриці Даймон, а з 1930 року займався виробництвом алое.
Протягом 25 років займався колекціонуванням і вивченням виробів ужиткового мистецтва і художніх промислів. З встановленням у Львові радянської влади, працював у міліції, пізніше, як член коміссії по охороні пам'ятників культури — інспектором музеїв. Працюючи інспектором забезпечив охорону всіх приватних музеїв і збірок, власники яких при зміні влади виїхали за кордон. 1940 року був заарештований, проте невдовзі звільнений. З 1940 по 1941 рік працював завідувачем відділу Етнографічного музею. Під час німецько-радянської війни в окупованому Львові володів крамницею з гуцульськими виробами. 1944 року повернувся до Етнографічного музею, а 1945 року переведений на роботу до Музею художньої промисловості. Обирався депутатом міськради. Був головою постійної комісії з освіти.
Жив у Львові, в будинку на вулиці Харківській, 16, квартира 1. Помер 5 червня 1980 року. 

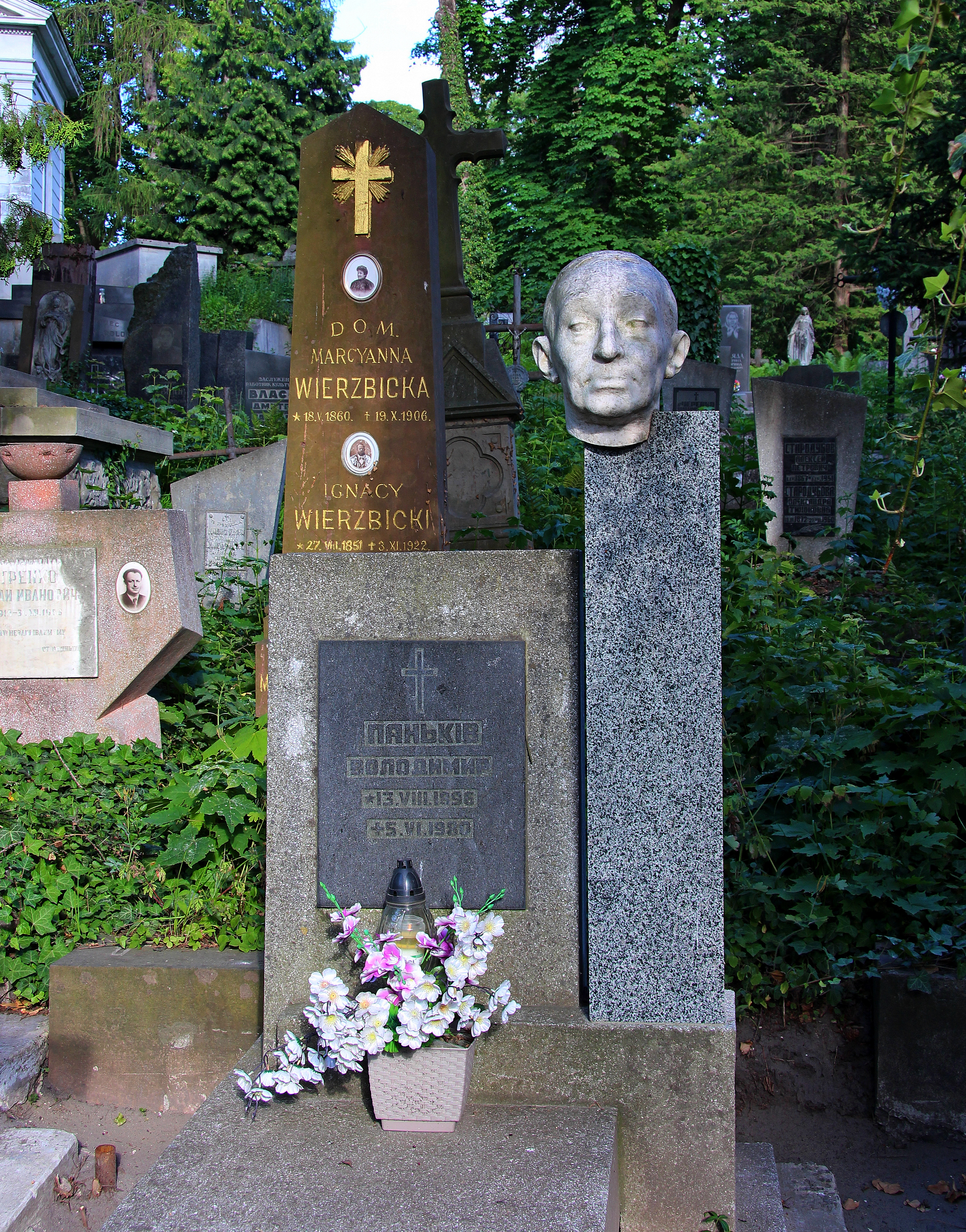

Похований на Личаківському цвинтарі , поле 60 а.

## Роботи
Працював в галузі мистецтвознавства та художньої критики. Серед робіт:
- книга «Лемківські майстри різьби по дереву», Львів, 1953;
- статті в газетах і журналах та інше.